# Timor Est ai XVII Giochi paralimpici estivi
Timor Est ha partecipato ai XVII Giochi paralimpici estivi che si sono svolti a Parigi in Francia, dal 28 agosto all'8 settembre 2024, con una delegazione di un atleta uomo, che ha gareggiato in una disciplina.

## Atletica leggera
Fonte:
| Atleta          | Evento                        | Finale    | Finale    |
| Atleta          | Evento                        | Risultato | Posizione |
| --------------- | ----------------------------- | --------- | --------- |
| Teofilo Freitas | 400 metri piani T38 maschili  | 55"18     | 7°        |
| Teofilo Freitas | 1500 metri piani T38 maschili | 4'30"10   | 8°        |